# Pulicaria albida
Pulicaria albida là một loài thực vật có hoa trong họ Cúc. Loài này được E.Gamal-Eldin miêu tả khoa học đầu tiên năm 1981.